# The Reformation of Sierra Smith
The Reformation of Sierra Smith est un film muet américain réalisé par Allan Dwan et sorti en 1912.

## Synopsis
Sierra Smith est un bandit, mais il aime son enfant au-dessus de tout. Ce dernier est malade et Sierra Smith tente de se procurer de l'argent pour la guérison. Il attaque une diligence dans laquelle se trouve un médecin qui vient s'installer dans la région…

## Fiche technique
- Réalisation : Allan Dwan
- Durée : 10 minutes
- Date de sortie : États-Unis : 10 octobre 1912

## Distribution
- J. Warren Kerrigan : le jeune docteur
- Pauline Bush : Mrs Smith
- Jack Richardson : Sierra Smith
- Jessalyn Van Trump : la femme du docteur
- Helen Smith : l'enfant
- Chick Morrison